# كيث والر
كيث والر (بالإنجليزية: Keith Waller)‏ هو موظف مدني ودبلوماسي أسترالي، ولد في 19 فبراير 1914، وتوفي في 14 نوفمبر 1992.